# Kurt Hager
Pour les articles homonymes, voir Hager.

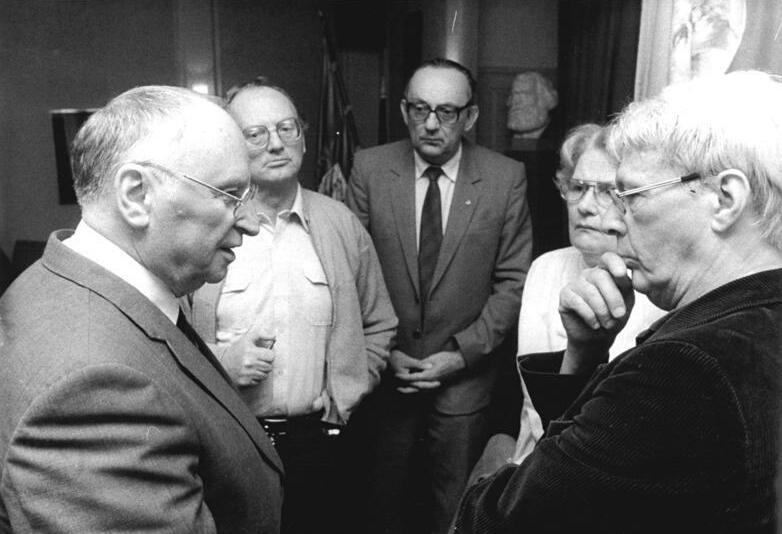
Kurt Hager (à gauche) en 1985 avec les écrivains de la RDA Hermann Kant (2e à partir de la gauche) et Stephan Hermlin (à droite).

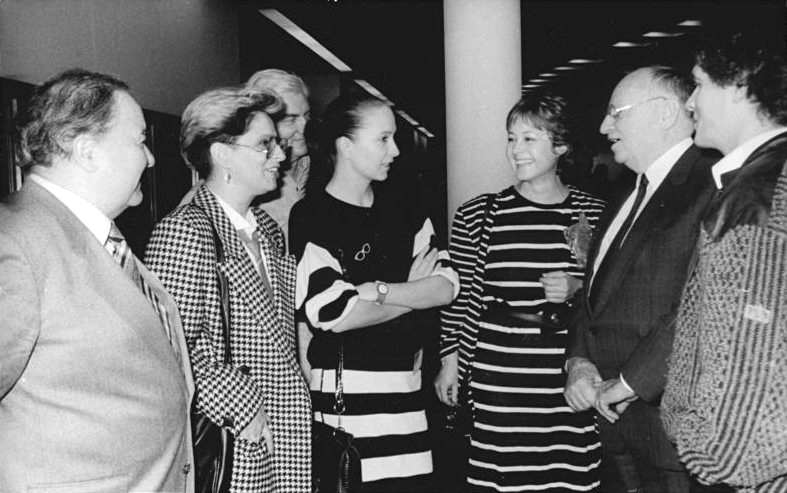
Hager (2e à partir de la droite) en 1989 au congrès de l'art du spectacle avec des artistes de la RDA.

Kurt Hager, né le 24 juillet 1912 à Bietigheim et mort le 18 septembre 1998 à Berlin, est un homme politique est-allemand, membre du comité central (ZK) et du Politburo du Comité central du Parti socialiste unifié d'Allemagne (SED). Il a joué un rôle important dans la politique culturelle et éducative en RDA, et était considéré comme l'« idéologue en chef » du SED.

## Biographie
Fils d'ouvrier, il obtient son diplôme d'études secondaires en 1931. Membre de la YMCA et de la Socialist Student Union, il travaille comme journaliste et rejoint le KPD en 1930, et le Roter Frontkämpferbund en 1932. En 1933, il est impliqué dans la perturbation du premier discours radiophonique d'Adolf Hitler à la radio (« attaque par câble de Stuttgart »), est arrêté et envoyé au camp de concentration de Heuberg. Après un court emprisonnement, il émigre en 1936.
Jusqu'en 1937, il est coursier pour l'Association de la jeunesse communiste d'Allemagne en Suisse, en Tchécoslovaquie et en France. De 1937 à 1939, il participe à la guerre civile espagnole comme journaliste, et travaille pour la Radio libre allemande 29,8 et pour le programme international de Radio Madrid.
En 1939, il est interné en France puis émigre en Grande-Bretagne. Il y travaille à l'organisation étrangère du KPD, écrit sous le pseudonyme de Felix Albin, est temporairement interné comme « étranger ennemi », d'abord à Huyton, puis sur l'île de Man. Il devient membre du conseil d'administration de la Freie Deutsche Bewegung à Londres, et travaille pour la Freie Tribüne, dont il est à partir de juin 1945 le rédacteur en chef.
En 1946, de retour à Berlin, il rejoint le SED où il est nommé chef du département de formation du parti et rédacteur en chef adjoint de Vorwärts, l'édition du lundi du Neues Deutschland publiée par l'association régionale du Grand Berlin du SED. Hager publie ses textes sous le pseudonyme « XYZ ». En 1948, il est professeur stagiaire à l'école du parti, la Parteihochschule Karl Marx à Kleinmachnow, puis nommé professeur titulaire de philosophie à l' Université Humboldt de Berlin
En 1952, il est chef du département des sciences du Comité central. En 1955, il devient secrétaire du Comité central du SED, responsable de la science, de l'éducation populaire et de la culture. En 1963, il est membre du Politburo du Comité central du SED et chef de la Commission idéologique du Politburo. En 1958, il est député à la Chambre du peuple et en 1967 président de son Comité d'éducation populaire. Il est également membre du Conseil d'État de 1976 à 1989 et membre du Conseil de la défense nationale de 1979 à 1989. Au Politburo du SED, Hager est considéré comme l'idéologue en chef. C'est lui qui interdit le spectacle du musicien Udo Lindenberg. Dans une interview radio par la SFB le 5 mars 1979, Lindenberg avait exprimé son souhait d'organiser un concert à Berlin-Est pour ses fans. L'interview est enregistrée en RDA et envoyée à Kurt Hager en tant qu'information du Comité d'État pour la radiodiffusion, Département du contrôle. Hager écrit le 9 mars 1979 : « Un spectacle en RDA est hors de question ».
Dans ses discours et ses écrits, Hager nie l'existence d'une nation culturelle allemande et d'une histoire allemande commune. Le 9 avril 1987, dans une interview au magazine allemand Stern sur les réformes de Gorbatchev en Union soviétique, Hager répond : « Et si votre voisin refait sa tapisserie à neuf, vous sentiriez-vous obligé de refaire vous aussi votre tapisserie ? »
Le 10 avril 1987 paraît l'interview ainsi qu'un rejet officiel de la politique de glasnost et de perestroïka en Union soviétique, dans l'organe central du SED, Neues Deutschland. Une partie de la base du SED et la population de la RDA manifeste son mécontentement envers Kurt Hager en le surnommant "Kurt le papier peint". Wolf Biermann le brocarde également dans sa chanson Ballade des vieillards corrompus.
Hans Modrow et Egon Krenz ont révélé indépendamment dans des publications en 2018 et 2019, que la comparaison légendaire des papiers peints dans l'interview du Stern ne venait pas de la plume de Kurt Hager, mais d'Erich Honecker lui-même dans le libellé des réponses qu'il avait imposé,
Lors de la 10e Conférence du Comité central après le XIe Congrès du parti du SED du 8 au 10 novembre 1989, Hager démissionne de ses fonctions En janvier 1990, il est exclu du SED.
En 1995, il rejoint le Parti communiste allemand (DKP). En 1995, le tribunal régional de Berlin juge Hager dans le procès du Politburo pour les tirs mortels à la frontière germano-allemande, mais un an plus tard, la procédure est suspendue en raison de son mauvais état de santé.
Hager meurt en 1998. Sa tombe est située dans le cimetière central de Berlin-Friedrichsfelde dans le complexe funéraire des victimes et des persécutés du régime nazi.

## Distinctions
- 1956 : Médaille Hans Beimler
- 1958 : Ordre patriotique du Mérite en argent
- 1962 : Bannière travailliste
- 1964 : Ordre patriotique du Mérite en or
- 1969 : héros du travail
- 1977, 1982 et 1987 : Ordre Karl Marx